# Dubawnt (fiume)
Il Dubawnt  è un fiume del Canada, lungo oltre 800 chilometri ed affluente del Thelon. La sorgente si trova nei Territori del Nord-Ovest, circa a 120 chilometri a nordovest del lago Athabasca, poi il fiume scorre attraversando vari laghi, tra i quali il Dubawnt, per poi immettersi nel lago Beverly, gia' nel territorio appartenente al Nunavut, e, tramite esso, nel fiume Thelon.